# Mesdames de Montenfriche
Mesdames de Montenfriche est une comédie en 3 actes mêlée de couplets d'Eugène Labiche, représentée pour la 1re fois à Paris au Théâtre du Palais-Royal le 14 novembre 1856.
- Collaborateur Marc-Michel.
- Editions Michel Lévy frères.

## Distribution
| Acteurs et actrices ayant créé les rôles |                   |
| Personnage                               | Acteur ou actrice |
| Montenfriche                             | Arnal             |
| Léon de Fluteville                       | Ravel             |
| Veauluisant                              | Amant             |
| Grivet, commissaire-priseur              | Lhéritier         |
| Pierre, son crieur                       | M. Lacroix        |
| Badayos, aubergiste                      | M. Octave         |
| Le notaire                               | Kalekaire         |
| Clotilde, femme de Montenfriche          | Mme Octave        |
| Berthe, fille de Veauluisant             | Mlle Laurence     |
| Nanette, bonne de Montenfriche           | Mlle Juliette     |